# Équevillon
Équevillon ist eine französische Gemeinde im Département Jura in der Region Bourgogne-Franche-Comté.

## Geographie
Équevillon liegt auf 616 m ü. M., etwa drei Kilometer nordöstlich der Stadt Champagnole (Luftlinie). Das Dorf erstreckt sich im Jura, auf einem Plateau nördlich des Tals der Loudaine, zwischen dem Mont Rivel im Westen und der Forêt de la Fresse im Osten.
Die Fläche des 4,84 km² großen Gemeindegebiets umfasst einen Abschnitt des französischen Juras. Die östliche und südliche Grenze verläuft stets entlang der Loudaine, einem Bach, der in der Forêt de la Fresse entspringt, danach eingesenkt in einem Erosionstal nach Westen fließt und sein Wasser dem Ain zuführt. Vom Bachlauf erstreckt sich das Gemeindeareal nordwärts über einen steilen Hang auf das Plateau von Équevillon, das durchschnittlich auf 610 m ü. M. liegt und eine Breite von ungefähr einem Kilometer aufweist. Dieses Plateau wird im Westen vom isolierten Berg des Mont Rivel flankiert, auf dem mit 812 m ü. M. die höchste Erhebung von Équevillon erreicht wird. Nach Osten reicht der Gemeindeboden in die ausgedehnte Waldung der Forêt de la Fresse (bis 750 m ü. M.).
Nachbargemeinden von Équevillon sind Vannoz, Saint-Germain-en-Montagne und Les Nans im Norden, Mournans-Charbonny im Osten, Sapois im Süden sowie Champagnole im Westen.

## Geschichte
Das Gemeindegebiet von Équevillon war schon sehr früh besiedelt. Zeugnisse aus vorgeschichtlicher Zeit sind die Menhire in der Forêt de la Fresse. Während der gallorömischen Zeit befand sich auf dem Mont Rivel eine Tempelanlage und eine Siedlung.
Im 12. Jahrhundert entwickelte sich hier eine Burgsiedlung, die 1479 zusammen mit der Burg Montrivel von Truppen des Königs Ludwig XI. dem Erdboden gleichgemacht wurden. Équevillon bildete damals eine kleine Siedlung am Fuß des Burgberges. Zusammen mit der Franche-Comté gelangte das Dorf mit dem Frieden von Nimwegen 1678 an Frankreich.

## Sehenswürdigkeiten

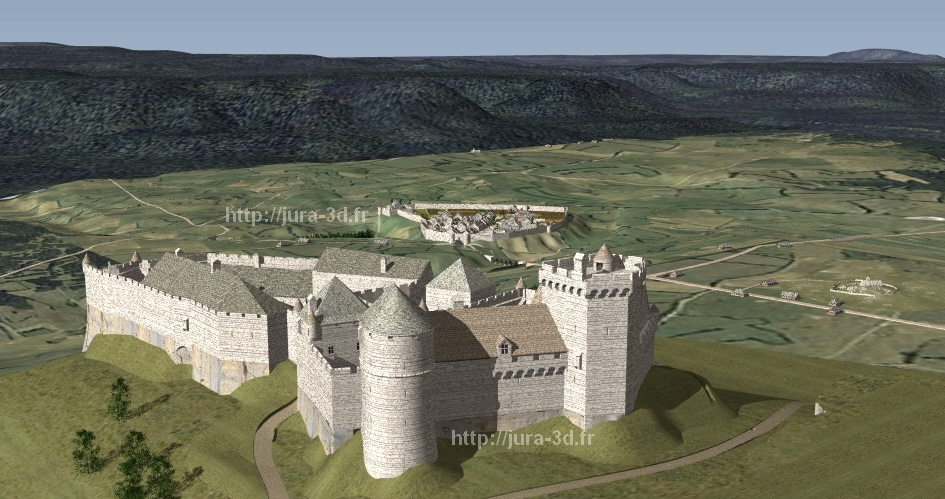
Reste der Burg Montrivel

Auf dem Mont Rivel, der eine Aussicht auf die Stadt Champagnole und ihre Umgebung bietet, sind Überreste der mittelalterlichen Burg Montrivel aus dem 12. Jahrhundert erhalten.

## Bevölkerung
| Jahr                       | 1962 | 1968 | 1975 | 1982 | 1990 | 1999 | 2007 | 2018 |
| -------------------------- | ---- | ---- | ---- | ---- | ---- | ---- | ---- | ---- |
| Einwohner                  | 136  | 161  | 339  | 432  | 518  | 524  | 587  | 581  |
| Quellen: Cassini und INSEE |      |      |      |      |      |      |      |      |

Mit 568 Einwohnern (Stand 1. Januar 2022) gehört Équevillon zu den kleinen Gemeinden des Départements Jura. Nachdem die Einwohnerzahl in der ersten Hälfte des 20. Jahrhunderts stets im Bereich von rund 120 Personen gelegen hatte, wurde seit Beginn der 1960er Jahre eine markante Bevölkerungszunahme verzeichnet. Seither hat sich die Einwohnerzahl mehr als vervierfacht.

## Wirtschaft und Infrastruktur
Équevillon war bis weit ins 20. Jahrhundert hinein ein vorwiegend durch die Landwirtschaft und die Forstwirtschaft geprägtes Dorf. Daneben gibt es heute einige Betriebe des Klein- und Mittelgewerbes, darunter eine Gießerei. Mittlerweile hat sich das Dorf zu einer Wohngemeinde gewandelt. Viele Erwerbstätige sind auch Wegpendler, die in den größeren Ortschaften der Umgebung, hauptsächlich in Champagnole ihrer Arbeit nachgehen.
Die Ortschaft ist verkehrstechnisch recht gut erschlossen. Sie liegt nahe der Hauptstraße D471, die von Champagnole nach Pontarlier führt. Weitere Straßenverbindungen bestehen mit Vannoz und Saint-Germain-en-Montagne.